# Ortobrannerita
L'ortobrannerita és un mineral de la classe dels òxids. El seu nom fa referència a la seva relació amb la brannerita, de la qual és el dimorf ortoròmbic.

## Característiques
L'ortobrannerita és un òxid de fórmula química U4+
U6+Ti₄O₁₂(OH)₂. Cristal·litza en el sistema ortoròmbic en forma de cristalls prismàtics, de fins a 1,2 cm, mostrant les cares {001}, {120}, {021}, {110}, {140}, rarament {210}, {180}, estriades paral·lelament a [001]. La seva duresa a l'escala de Mohs és 5,5.
Segons la classificació de Nickel-Strunz, l'ortobrannerita pertany a «04.DH: Òxids amb proporció Metall:Oxigen = 1:2 i similars, amb cations grans (+- mida mitjana); plans que comparteixen costats d'octàedres» juntament amb els següents minerals: brannerita, thorutita, kassita, lucasita-(Ce), bariomicrolita, bariopiroclor, betafita, bismutomicrolita, calciobetafita, ceriopiroclor, cesstibtantita, jixianita, hidropiroclor, natrobistantita, plumbopiroclor, plumbomicrolita, plumbobetafita, estibiomicrolita, estronciopiroclor, estanomicrolita, estibiobetafita, uranpiroclor, itrobetafita, itropiroclor, fluornatromicrolita, bismutopiroclor, hidrokenoelsmoreïta, bismutostibiconita, oxiplumboromeïta, monimolita, cuproromeïta, stetefeldtita, estibiconita, rosiaïta, zirconolita, liandratita, petscheckita, ingersonita i pittongita.

## Formació i jaciments
L'ortobrannerita va ser descoberta a Yunnan (República Popular de la Xina) en biotita meteoritzada. També ha estat descrita a Sixuan (Xina); la mina Brusson, a la vall d'Aosta (Itàlia); la mina Nopal núm. 1, a Sierra Peña Blanca (Sierra Peña Blanca, Mèxic) i al dipòsit d'U-Mo Kurišková (Košice, Eslovàquia).